# Гверздонь
Гверздонь — деревня в Псковском районе Псковской области. Входит в состав Серёдкинской волости. 
Расположена в 58 км к северу от Пскова и в 12 км к юго-востоку от села Серёдка.

## Население
| 2001 | 2002 | 2010 |
| ---- | ---- | ---- |
| 357  | ↘257 | ↘165 |

## История
До 1 января 2010 года деревня была административным центром упразднённой Гверздонской волости.

## Топографические карты
- Лист карты O-35-XVII Новоселье. Масштаб: 1 : 200 000. Издание 1980 г.